# Chiesa di Santa Lucia (Mistretta)

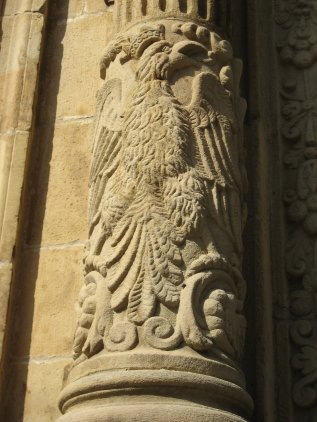
Particolare del portale principale della "Chiesa Madre" raffigurante lo stemma della città

La chiesa di Santa Lucia è la chiesa madre di Mistretta.

## Storia

### Epoca normanna
Le prime notizie del tempio cristiano, verosimilmente edificato su preesistente luogo di culto o edificio pagano, risalgono al 1170, anno in cui il vescovo Bosone de Gorram la donò con tutti i suoi arredi e patrimoni ad un canonico della sua cattedrale. Della struttura normanna orientata ad est, e del suo arredo, non è rimasto nulla.

### Epoca aragonese
Nel 1490 fu ricostruita nelle forme attuali con l'orientamento abside - prospetto ribaltato.

### Epoca spagnola
Nel 1521, fu edificata la possente torre campanaria. Nel 1552, in piena epoca rinascimentale l'edificio è stato arricchito con il portale di Giorgio Brigno, l'ancóna dei fratelli Vincenzo e Antonino Gagini mentre col fiorire del barocco siciliano nel XVII secolo, è realizzato il ricchissimo portale principale e quello meridionale, entrambi opere in pietra arenaria di scalpellini locali. Più contemporanea è la commissione e realizzazione di opere d'arte figurative e decorative per mezzo di manodopera locale abile in manufatti in pietra e legno, botteghe palermitane specializzate in marmi e argenti, maestranze dei centri vicini esperte in tele, stucchi ed affreschi.
Nel 1630 fu ampliata con l'innalzamento dell'abside e del transetto, la costruzione del tiburio ottagonale rivestito di maioliche verdi cristalline e le due cappelle mariane simmetriche: Cappella della Madonna dei Miracoli e Cappella di Santa Maria Odigitria. Nella nuova zona presbiteriale ad ovest, il coro e le due absidiole laterali: Cappella del Santissimo Sacramento e Cappella di Santa Lucia.
Questi lavori sono realizzati a ridosso del sisma del 25 agosto 1613 o "terremoto di Naso". Sono molti altri gli eventi sismici che nelle devastazioni su scala regionale, hanno provocato danni contenuti all'integrità complessiva del monumento come il terremoto del Val di Noto del 1693 e il terremoto della Calabria meridionale del 1783.

### Epoca borbonica
Ad ulteriori lavori di ampliamento e abbellimento seguì la nuova dedicazione nel 1775 e l'erezione a parrocchia nel 1790.
Negli ultimi anni, soprattutto dopo il "terremoto di Capizzi e Mistretta" del 31 ottobre 1967, la chiesa è stata sottoposta a radicali opere di restauro che hanno portato alla luce parte degli sfarzi che il tempo aveva celato.
Il 31 ottobre 2016 la chiesa madre è stata elevata a santuario della Madonna dei Miracoli.

## Facciata
L'impianto a croce latina con tre navate scandite da arcate su robuste colonne, facciata compresa fra due possenti torri delle quali una sola è compiuta e datata 1521.
Ingresso prospetto anteriore: portale in stile barocco siciliano delimitato da due colonne che sorreggono un doppio timpano ad arco spezzato sovrapposto con la statua intermedia di Santa Lucia, sulle cimase sono collocate le raffigurazioni allegoriche della Speranza e della Carità. Nei pennacchi sono inseriti due medaglioni: a sinistra è raffigurato Re Davide con la cetra, simbolo di sapienza e di giustizia, a destra è raffigurato Ferdinando II d'Aragona il Cattolico, raffigurato con il braccio sinistro piegato sulla spalla destra mentre stringe con la mano lo scettro col giglio dei re aragonesi, simbolo del trionfo della fede e della purezza nel comando. Sulle paraste
Controfacciata: gli ambienti e manufatti corrispondono all'antica zona absidale fino al XVII secolo.
- Cappella del Fonte battesimale. Intagli lapidei e decorazioni murali dipinte del XVI secolo caratterizzano l'ambiente, il fonte battesimale marmoreo è attribuito a Vincenzo Gagini, opera del 1575, la copertura lignea e statue sono opere di Giovanni Biffarella del 1732. Prima dell'inversione della chiesa, la cappella ospitava la statua di Santa Lucia.
- Torre campanaria: opera di maestranze locali e palermitane 1521 - 1562.
- Pronao: acquasantiere marmoree di Ambrogio Schillaci del 1667.
- Cappella della Madonna di Pompei. Ambiente caratterizzato da decorazioni in stucco, altare in marmo con dipinto su tela entro cornice neogotica del 1922, opera patrocinata dalla famiglia Seminara – Ortoleva.

## Navata destra
- Prima campata: altare delle Anime Purganti. Alla parete il dipinto Anime Purganti o Redenzione del Mondo raffigurante Gesù risorto mentre separa i giusti dai peccatori, olio su tela di Giuseppe Tomasi da Tortorici del 1651, opera commissionata dalla Confraternita delle Anime Purganti.
- Seconda campata: altare di San Gaetano da Thiene. Alla parete il dipinto San Gaetano, olio su tela di Giuseppe Tomasi da Tortorici del 1651. Alla base del dipinto è riprodotta una delle prime raffigurazioni della città.
- Terza campata: Ingresso settentrionale. Portale marmoreo, uno dei primi in puro stile rinascimentale attribuito a Giorgio da Milano, esponente della corrente degli artisti lombardo-comaschi, opera eseguita nel 1493.[1][2] Della medesima corrente costituiscono figure di spicco gli esponenti della famiglia dei Gagini. Due esili lesene scanalate, stipiti con fregi fitoformi, teste di putti alate alla base, incorniciano l'ingresso fino al robusto architrave recante i medaglioni raffiguranti San Pietro e San Paolo posti ai lati dello stemma regio con i simboli della città di Mistretta. Pinnacoli ornamentali e decorativi delimitano la lunetta raffigurante la Madonna con Bambino fra le sante siciliane Lucia e Agata, il tutto sormontato dalla figura dell'Onnipotente benedicente con ai lati due piccole statuette raffiguranti rispettivamente l'Angelo Annunziante e la Vergine Annunziata.[3] Sullo stesso prospetto laterale è presente il portale gotico proveniente dalla chiesa di Sant'Antonio Abate, sul quale è incisa l'iscrizione: "1575 FU LA PESTE".[1]
- Quarta campata: altare dell'Ecce Homo. Nicchia con Ecce Homo, statua lignea del XVII secolo.
- Quinta campata: altare del Crocifisso della Provvidenza. Ambiente in marmi mischi con altorilievi raffiguranti Maria e la Maddalena di Domenico Battaglia anteriore al 1750. Crocifisso, manufatto marmoreo di Vincenzo Genovese del 1866, che sostituisce l'antico, fino al 1598 esposto su un'alta trave a metà della navata centrale.

## Navata sinistra
- Prima campata: altare di Sant'Anna. Alla parete il dipinto San Giovannino con Gesù, olio su tela, opera di Antonio Manno del 1771.
- Seconda campata: altare dei Santi Ausiliatori. Alla parete il dipinto Cristo in Croce e Santi Ausiliatori, olio su tela di Benedetto Berna del 1692.[1]
- Terza campata: ingresso meridionale. Portale datato 1626 opera di maestranze locali sormontato da statua marmorea intermedia raffigurante Santa Lucia. Ingresso altrimenti detto di «San Gaetano» per il motto inciso sull'architrave.
- Quarta campata: altare del Cristo Risorto.[1] Sulla mensa la statua marmorea del Cristo risorto proveniente dalla primitiva cappella realizzata dai fratelli Antonino, titolare della commissione, e Vincenzo Gagini del 1554.[4] Il manufatto, un tempo al centro della "ancóna" oggi nella Cappella di Santa Lucia, è collocato nell'attuale sito dal 1875.
- Quinta campata: altare della Deposizione o delle «Cinque Piaghe».  Alla parete il dipinto Deposizione o Pietà, olio su tela di Antonio Manno del 1771.

## Transetto
- Absidiola destra: Ancóna, manufatto marmoreo con la statua di Santa Lucia raffigurata fra San Pietro e San Paolo collocate nelle nicchie laterali. Nel timpano è inserito il bassorilievo intermedio raffigurante il Padre Eterno, nei medaglioni laterali sono raffigurati la Madonna Annunziata e l'Angelo Annunziante, nella predella sono riprodotte le figure a mezzo busto degli Apostoli. Nel contratto di pagamento del 1554 dell'opera è menzionato Antonino Gagini, titolare della commissione, e il fratello Vincenzo. Gioacchino Di Marzo documenta già l'opera disassemblata e rimodulata in vani differenti: Al posto della statua di Santa Lucia la "cona" comprendeva il Cristo Risorto con una diversa collocazione.[1][4] Decorazioni marmoree del XIX secolo e dipinti della volta di Salvatore e Giovanni La Cugnina del 1875, la balaustra di Ambrogio Schillaci del 1667. 
  - Braccio destro: Cappella di Santa Maria Odigitria. Altare in marmi mischi di Giuseppe Musca, Luigi Geraci e Bartolomeo Travaglia commissionato con i lasciti del sacerdote Filippo Mongiovì, bassorilievo marmoreo del XVIII secolo. Nella nicchia destra trova collocazione la statua lignea di San Sebastiano di Noè Marullo della metà del XVI secolo proveniente dall'omonima chiesa.
- Absidiola sinistra: Cappella del Santissimo Sacramento. L'ambiente presenta un magnifico ciborio marmoreo del 1739, balaustra, decorazioni in marmi mischi e altorilievi di Domenico Battaglia. La ninfa in argento e rame dorato di Bonaventura Caruso, decorazioni della volta del XIX secolo. Per la cappella fu realizzato un ostensorio argenteo, opera di Annibale Gagini custodito in sacrestia.[5]
  - Braccio sinistro: Cappella della Madonna dei Miracoli. La statua marmorea del 1495, opera attribuita a Giorgio da Milano collocata sull'altare in marmi policromi ad intarsio in stile barocco siciliano. Il titolo deriva dalla protezione da calamità, catastrofi, nello specifico, quasi sempre eventi sismici. Altare e monumento del barone Pietro Scaduto di Giuseppe Musca, decorazioni a commesso marmoreo e altorilievi di Domenico Battaglia, balaustra della stessa bottega.

Presbiterio: cantoria di Paolo La Cristina, coro ligneo composto da 71 stalli, realizzato dalle botteghe dei Li Volsi ante 1598, Ramfardi 1671, Allò 1685 - 1710, Giovanni Biffarella e Antonino Azzolina da Mistretta 1712 - 1726, Ciro Bagnasco 1803, leggio centrale opera di Angelo Messina e Carmelo Barone 1809. Al centro del coro la lapide con figura del sacerdote Giacomo Scaduto del XVI secolo.
Altare maggiore: opera di marmoraio palermitano Angelo Gabriele, con parti a rilievo e medaglione attribuito a Ignazio Marabitti, balaustra di Domenico Battaglia.

## Organo
Organo a canne di Onofrio La Gala e Giuseppe Lugaro.

## Confraternita delle Anime Purganti
Il sodalizio fondato nel XVII secolo e trasferitosi nella vicina chiesa con lo stesso titolo.